# 恋愛候補生 STARLIGHT SCRAMBLE
『恋愛候補生 STARLIGHT SCRAMBLE』（れんあいこうほせい スターライトスクランブル）は、1998年9月23日にケイエスエスより発売されたPlayStation專用SF恋愛シミュレーション・ゲームソフト。2149年のスペースコロニーを舞台に展開されるSFラブコメディー。
Windows版は、PlayStation版とミニゲームが異なっている。
また、1998年にドラマCD、OVA化などのメディアミックスがなされた。

## あらすじ
パイロック士官学校に通う主人公が、卒業までの一か月に女の子と仲良くなり、恋愛を成就させる恋愛シミュレーション。

## 登場人物

### メインキャラクター
岸波めぐみ（きしなみ めぐみ）
声 - 川澄綾子
主人公。幼い頃にテロで両親を亡くし施設で育った少女。宇宙士官学校に入学。そこで昔、あぶないところを助けてもらった男の子と思われる貴本雄矢と巡り合ったが、同一人物かどうか分からない。突如学園を襲撃したテログループから逃げるために彼と行動を共にする。
２話では雄矢がめいばかり構うことに嫉妬するようになる。
柿沼めい（かきぬま めい）
声 - 飯塚雅弓
士官学校に転校してきた、元アイドル。1話では、軍志願の募集をテレビでやっていた。
楠原利奈（くすはら りな）
声 - 中川亜紀子
風巻夏美（かざまき なつみ）
声 - 木村亜希子
メカニック志望の少女で、学校に飾られていた戦車に見惚れてしまうくらい機械好き。１人称は『おれ』。
月島レイカ（つきしま レイカ）
声 - 岩男潤子
士官学校校長の月島重蔵の孫娘。校長である祖父に素っ気無い態度をとっているという反抗期になっている。テログループに人質に取られたということを知ってからはいい気味だと考えていたが、めぐみの言葉で改心。その後、配属先の戦艦さざなみでめぐみの親友の仲となる。

### その他
貴本雄矢（きもと ゆうや）
声 - 岡野浩介
めぐみと同じ士官学校に入学してきた少年で、過去テロの爆破事故でめぐみを助けた事があるが、本人はあまり覚えていない。
池上才子（いけがみ あやこ）
声 - そのざきみえ
士官学校の教師。
黒斗俊二（こくと しゅんじ）
声 - 伊藤健太郎
頭から爪先まで、軍人一色に染まっている少年。1話のテロを装ったセレモニー時、めぐみ達と共に行動した1人でもある。
桜賀ハルキ（さくらが ハルキ）
声 - 笹沼晃

寿リン（ことぶき リン）
声 - 吉田小百合
ハルキの幼馴染。彼に惚れているが、中々その想いに気づいてもらえなく、他の女に手を出している現場を目撃すると即座におしおき行動に移る。
月島重蔵（つきしま じゅうぞう）
声 - 宝亀克寿
南雲大輔（なぐも だいすけ）
声 - 辻親八
キル
声 - ゆーり
摂谷提督
声 - 城山堅
別府司令官
声 - 天田益男
アナウンサー
声 - 堀川仁
デッキクルー
声 - 野島祐史

## OVA
1998年11月27日から1999年2月26日までにケイエスエスよりOVA全2巻（VHS）+約50分の特別映像「のぞき見♥ビデオ」（1998年8月21日発売）が発表されている。また、2001年4月27日より『恋愛候補生 STARLIGHT SCRAMBLE -THE COMPLETE-』のタイトルで全2話に加え特別映像「のぞき見♥ビデオ」を収録したDVD（KSXA-24061）も発売されている。
スタッフ
- 企画：高野秀夫、浅賀孝郎
- 原作：プレイステーション版ソフト「恋愛候補生」
- 監督：殿勝秀樹
- 構成・絵コンテ：殿勝秀樹（第1話）、社野幼青（第2話）
- 脚本：工藤治（第1話）、小出克彦（第2話）
- 演出：小村敏明（第1話）、福多潤（第2話）
- チーフプロデューサー：岩川広司
- プロデューサー：中村正雄
- キャラクター原案：宮地貴裕
- キャラクターデザイン：児山昌弘
- メカニックデザイン：小川浩
- 作画監督：服部憲知（第1話）、村山実、渡辺義弘（第2話）
- 色彩設定：上村修司
- 色指定・検査：小林恵
- 特効：新井正春
- 美術監督：菅原清二
- 撮影監督：安津畑隆
- 音楽プロデューサー：横山光則
- 音楽：山本はるきち
- 音響監督：高桑一
- 音響プロデューサー：飯塚康一
- 編集：森田編集室、版本雅紀
- 現像：IMAGICA
- タイミング：平林弘明
- タイトル：IMAGICAデジックス、数金千恵
- 録音スタジオ：アバコ・スタジオ
- 制作協力：オフィス蒼（第1話）、ディジメーション（第2話）
- 音響制作・アニメーション制作・製作：ケイエスエス

主題歌
オープニングテーマ「DREAM IT 〜あなたにめぐり会いたい〜」
作詞 - 佐藤ありす /  作曲 - 鈴木雅企 / 編曲 - 島田正典 / 歌 - 川澄綾子
エンディングテーマ「Love One's Home」
作詞 - 小室みつこ / 作曲・編曲 - 澤近泰輔 / 歌 - 川澄綾子
各話リスト
| 発売日         | 話数            | サブタイトル                     | 脚本            | 絵コンテ | 演出     | 作画監督        |
| -------------- | --------------- | -------------------------------- | --------------- | -------- | -------- | --------------- |
| 1998年8月21日  | のぞき見♥ビデオ | きっと出会えるその日のために……。 | 工藤治 小出克彦 |          |          |                 |
| 1998年11月27日 | 1st TRIAL       | こんなはずじゃ……の入学式         | 工藤治          | 殿勝秀樹 | 小村敏明 | 服部憲知        |
| 1999年2月26日  | 2nd TRIAL       | 気がつけば おたずね者ォ!         | 小出克彦        | 社野幼青 | 福多潤   | 村山実 渡辺義弘 |

## 関連CD
- 『恋愛候補生 STARLIGHT SCRAMBLE ラジオ・スクランブルVol.1』（パイオニアLDC、1998年9月23日発売） KLCA-2001
- 『恋愛候補生 STARLIGHT SCRAMBLE ラジオ・スクランブルVol.2』（パイオニアLDC、1998年11月26日発売） KLCA-2004
  - 初回封入特典：オリジナルキャラクター・クリアカード
- 『Love One's Home 恋愛候補生ボーカルコレクション』（パイオニアLDC、1998年12月23日発売） KLCA-2008

## ライトノベル
- 『恋愛候補生 - 多重愛のデバイス・ゲーム 1st log』（1998年11月1日発売） ISBN 4-87709-217-X
- 『恋愛候補生 - 多重愛のデバイス・ゲーム 2nd log』（1998年12月1日発売） ISBN 4-87709-304-4
  - 著：工藤治
  - 出版社：ケイエスエス（ケイエスエスノベルズ）